# 粗體草䲁
粗體草䲁（學名：Clinus robustus），為輻鰭魚綱䲁形目胎䲁科草䲁屬的一個種，分布於東南大西洋南非海域，深度13至50公尺，本魚身體略扁，頭部相對較小，鼻子呈楔形，輪廓角鈍，體顏色範圍從紅色、綠色或帶有橫紋的綠棕色；鰭有條紋或斑點，背鰭硬棘32-34枚、背鰭軟條9-14枚、臀鰭硬棘2枚、臀鰭軟條26-28枚，體長可達50公分，棲息在潮間帶海藻生長茂密的水域，雌魚產附著性卵，雄魚會守護卵，幼魚為浮游性，生活習性不明。

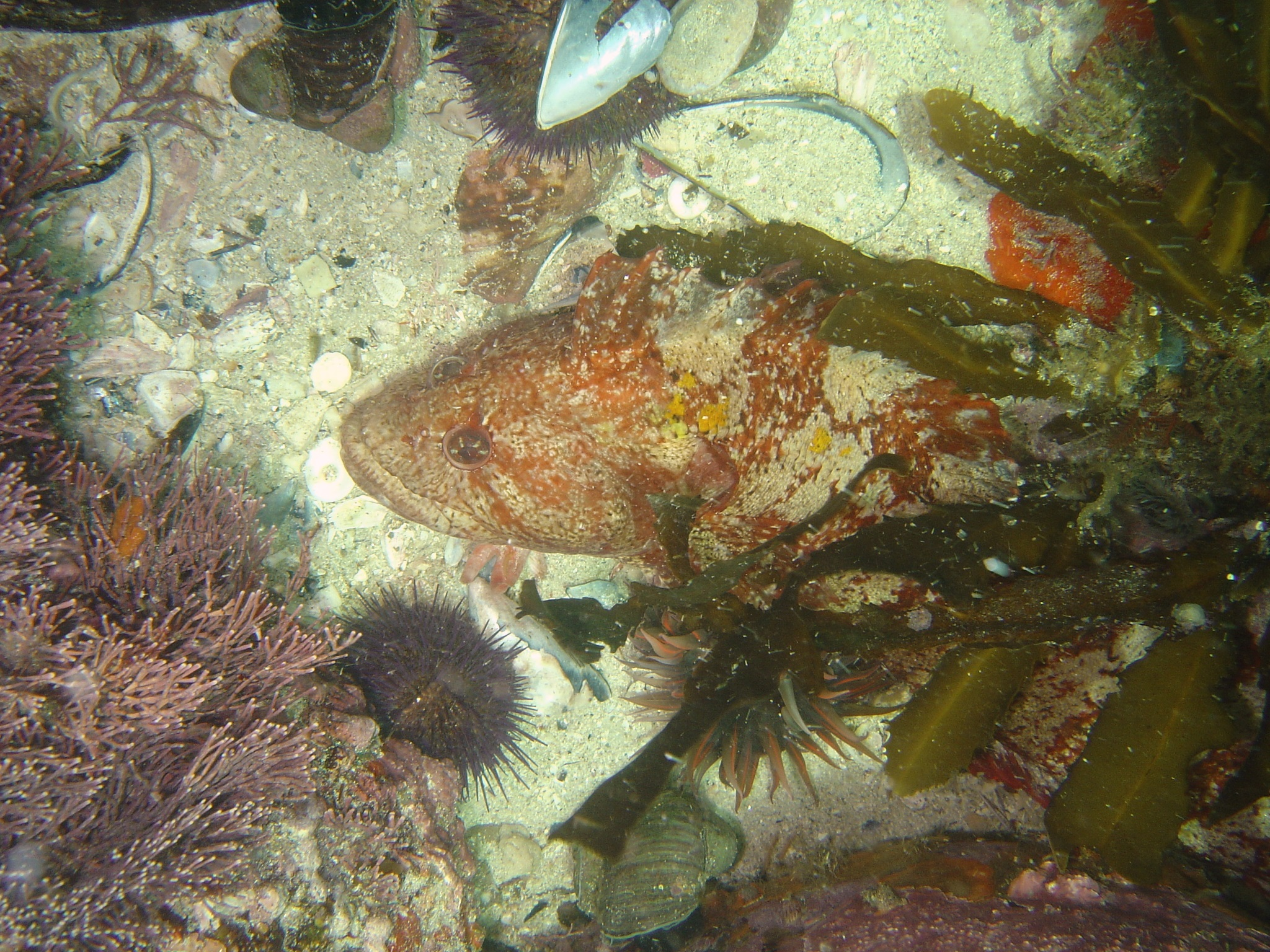
一尾在南非開普半島城堡岩的粗體草䲁